# Strangalia fortunei
Strangalia fortunei är en skalbaggsart som beskrevs av Francis Polkinghorne Pascoe 1858. Strangalia fortunei ingår i släktet Strangalia och familjen långhorningar. Inga underarter finns listade i Catalogue of Life.